# Свадьба принца Уильяма и Кэтрин Миддлтон

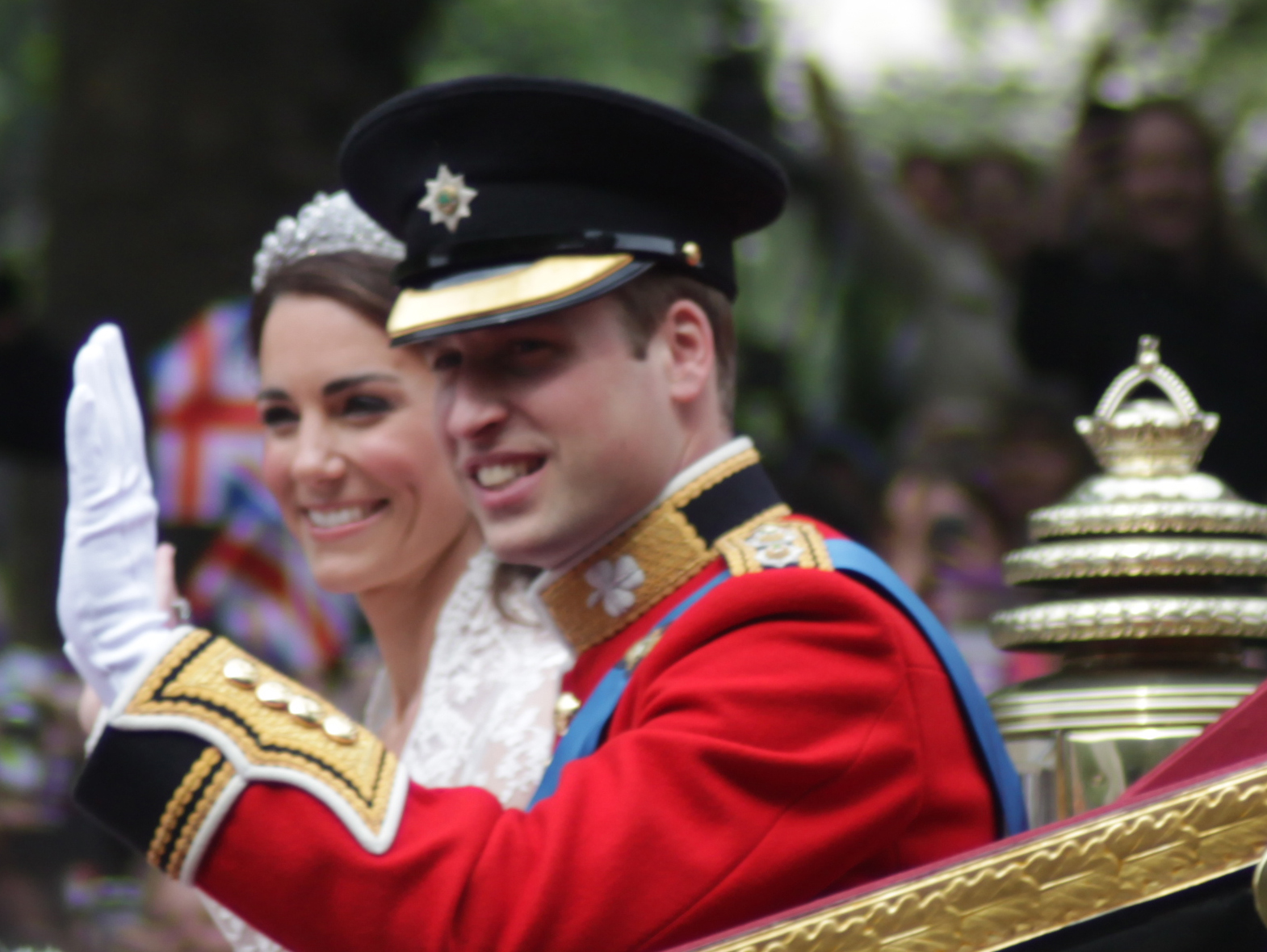
Герцог и герцогиня Кембриджские после бракосочетания приветствуют зрителей, собравшихся на улице Мэлл

Свадьба принца Уильяма, герцога Кембриджского, и Кэтрин Миддлтон состоялась 29 апреля 2011 года в Вестминстерском аббатстве в Лондоне. Принц Уильям — старший сын Чарльза, принца Уэльского — познакомился с Кейт Миддлтон в 2001 году, когда они вдвоём учились в Сент-Эндрюсском университете. Об их обручении 20 октября 2010 года было объявлено 16 ноября 2010 года. Подготовка к свадьбе и само событие привлекли большое внимание средств массовой информации; торжественное богослужение транслировалось в прямом эфире по всему миру и во многом сравнивалось со свадьбой родителей Уильяма, принца Чарльза и леди Дианы Спенсер, заключённым в 1981 году. Значительное внимание сосредоточилось на статусе Кейт Миддлтон как простолюдинки (то есть не аристократки), выходящей замуж за члена королевской семьи.
Поскольку принц Уильям не был прямым наследником престола, свадьба не была полностью государственным событием, и многие детали, такие, как составление большей части списка гостей из примерно 1900 человек, были оставлены на усмотрение самой пары. День свадьбы был объявлен в Великобритании государственным праздником. Событие имело множество торжественных аспектов, использовались королевский гараж, пешая и конная гвардии. За несколько часов до службы королева присвоила Уильяму титулы герцога Кембриджского, графа Стратернского и барона Каррикфергюсского. После бракосочетания Миддлтон стала Её Королевским Высочеством герцогиней Кембриджской. Церемонию посетили большая часть королевской семьи, а также многие члены иностранных королевских семей, дипломаты и личные гости пары.
Во время церемонии на Кэтрин Миддлтон были белое платье от британского дизайнера Сары Бёртон и тиара, принадлежащая королеве. Принц Уильям, имеющий почётное звание полковника ирландской гвардии, был в парадной военной форме, соответствующей этому званию. Шафером был брат жениха, принц Гарри, а главной подружкой невесты была её сестра, Пиппа. Церемония бракосочетания началась в 11:00 по BST (UTC+1). Службу провёл старший священник Вестминстерского аббатства Джон Роберт Холл вместе с архиепископом Кентерберийским Роуэном Уильямсом, проведшим само венчание, и епископом Лондонским Ричардом Шартре, произнёсшим проповедь. Брат невесты Джеймс прочёл стихи из «Послания к Римлянам». После церемонии молодожёны проехали в процессии в Букингемский дворец для традиционного выхода на балкон и воздушного парада перед толпой, собравшейся на Мэлл. Позднее принц провёз герцогиню на короткое расстояние до Кларенс-хаус в отцовском классическом Aston Martin DB6 Volante, украшенном принцем Гарри номерным знаком «JU5T WED» (сокращение, которое можно перевести как «только что вступившие в брак»).
После свадьбы пара намерена продолжать жить на острове Англси в Северном Уэльсе, куда принц Уильям приписан как поисково-спасательный пилот Королевских ВВС.
В честь королевской свадьбы по всей Великобритании прошло более 5000 уличных празднеств, и один миллион человек выстроился вдоль маршрута между Вестминстерским аббатством и Букингемским дворцом. В Великобритании телеаудитория достигла пика 26,3 миллиона зрителей. Церемонию в прямом эфире просмотрели десятки миллионов людей по всему миру, в том числе 72 миллиона на королевском канале в YouTube.

## Пара

Объединённый герб Уильяма и Кэтрин, герцога и герцогини Кембриджских

Принц Уильям — старший сын принца Уэльского и Дианы, принцессы Уэльской, и внук королевы (Елизаветы II) и герцога Эдинбургского (принца Филиппа). Таким образом, он является вторым, после своего отца, в списке престолонаследования в 16 независимых государствах, известных как королевства Содружества. Принц Уильям получил образование в школе Ладгроув, Итонском колледже и Сент-Эндрюсском университете, после чего был произведён в офицеры из Сандхёрста в конную гвардию. Позднее он перевёлся в Королевские ВВС и стал пилотом поисково-спасательных сил в графстве Англси.
Кэтрин (Кейт) Миддлтон — старшая из троих детей, родившихся в семье Майкла и Кэрол Миддлтон. Она получила образование в школе Сент-Эндрю в Пангборне, Мальборо-колледже и в Сент-Эндрюсском университете. После окончания она работала в розничной торговле и позже заказчиком аксессуаров и фотографом каталогов в бизнесе своих родителей. В основном она английского происхождения, но с несколькими далёкими предками из Шотландии и Франции. Семья её отца происходит из Лидса (Уэст-Йоркшир), тогда как семья матери, Харрисоны, — из рабочих и шахтёров из графства Дарем.
Пара познакомилась, когда оба были студентами в Сент-Эндрюсском университете. Первый год каждый жил в студенческом общежитии, после чего они два года жили вместе в городе. Уильям Адамс Райтвизнер при изучении происхождения Кэтрин обнаружил, что у неё есть общие предки с принцем Уильямом; они вдвоём происходят от сэра Томаса Ферфакса и его жены Агнес Гаскойн — дочери сэра Уильяма Гаскойна и его жены, урождённой леди Маргарет Перси — что делает Уильяма и Кэтрин двоюродными братом и сестрой в пятнадцатом поколении.

## Объявление об обручении

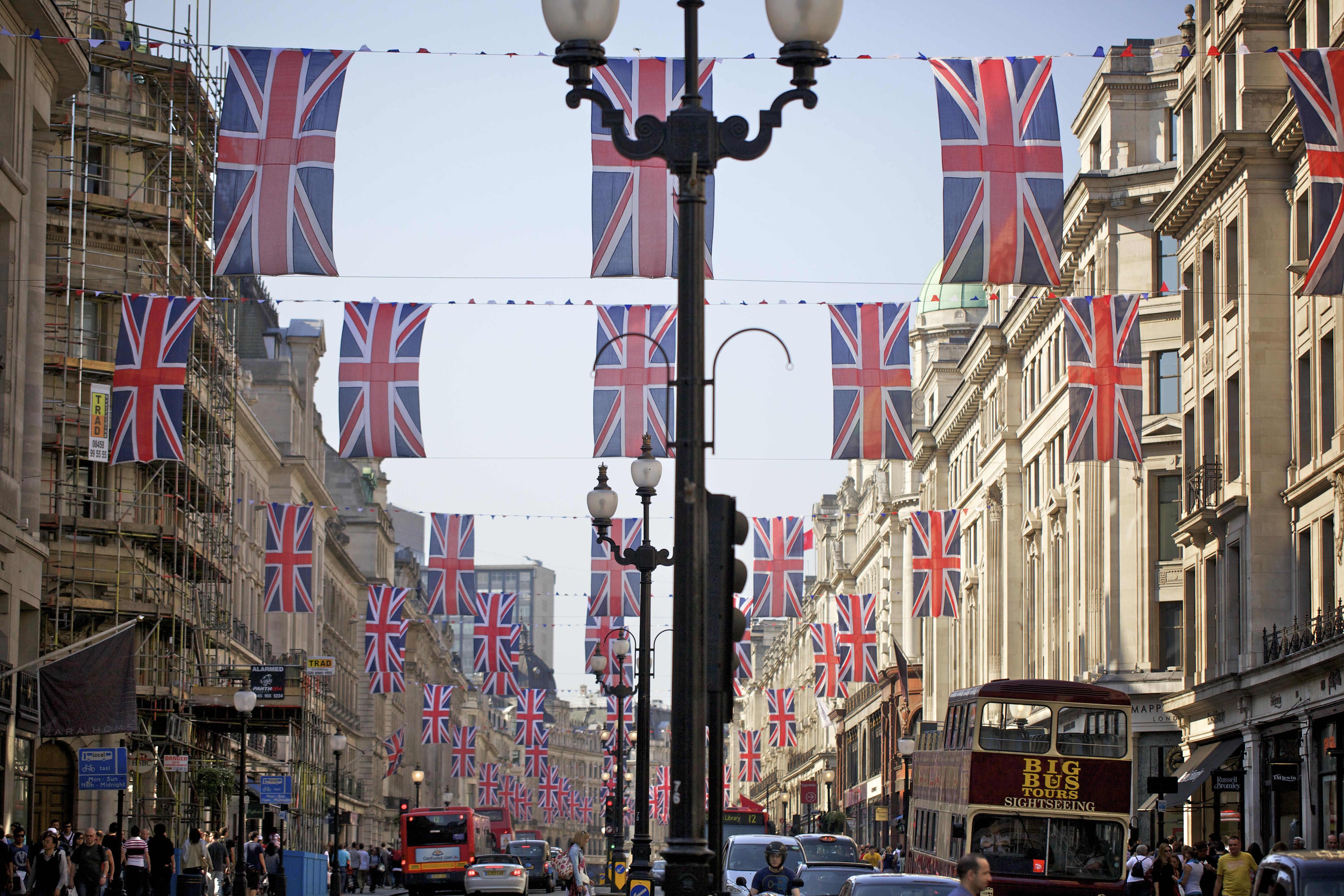
За несколько дней до свадьбы на Риджент-стрит повесили десятки флагов Великобритании

16 ноября 2010 года Кларенс-хаус объявил, что принц Уильям Уэльский — старший сын принца Уэльского — женится на своей давней девушке Кэтрин Миддлтон «весной или летом 2011 года в Лондоне». Они обручились в октябре 2010 года во время отдыха в Кении; принц Уильям преподнёс Миддлтон то самое обручальное кольцо, которое его отец преподнёс матери Уильяма, Диане, принцессе Уэльской — 18-каратное кольцо из белого золота с 12-каратным овальным сапфиром и 14 круглыми бриллиантами. Было объявлено, примерно в то же время, что после свадьбы пара будет жить на острове Англси в Уэльсе, куда принц Уильям приписан с Королевскими ВВС.
Принц Уэльский заявил, что он «рад … они практиковались достаточно долго», и королева Елизавета II сказала, что она «очень рада» за пару, дав формальное согласие на брак, как требуется в соответствии с Законом о браках членов королевских семей от 1772 года. Были получены поздравления от премьер-министров королевы, включая премьер-министра Австралии Джулии Гиллард, имеющей умеренные республиканские склонности. Викарный епископ Уиллесдена Пит Бродбент, имеющий республиканские взгляды, опубликовал критическое сообщение о свадьбе в Facebook. Позже он признал, что его слова были «оскорбительными», а затем извинился, но его начальник, епископ Лондонский Ричард Шартре, поручил ему выйти из общественного служения «до дальнейшего уведомления».
После объявления пара дала эксклюзивное интервью политическому редактору ITV News Тому Брадби и провела фотосессию в Сент-Джеймсском дворце. 12 декабря 2010 года Букингемский дворец выпустил официальные фотографии обручения; они были сделаны 25 ноября в апартаментах в Сент-Джеймсском дворце фотографом Марио Тестино.
В первоначальном объявлении заявлялось, что свадьба будет «весной или летом 2011 года». 23 ноября 2010 года была подтверждена дата: пятница 29 апреля 2011 года. Позже было сообщено, что день будет объявлен государственным праздником на всей территории Соединённого Королевства. Дата свадьбы также была объявлена официальным государственным праздником на Бермудских островах, Каймановых островах, острове Мэн, в Гибралтаре, на Гернси, Джерси, Фолклендских островах, Монтсеррат и на островах Теркс и Кайкос.
Поскольку дата свадьбы оказалась шестью днями ранее выборов в шотландский парламент и референдума, это вызвало политические заявления. Джон Кёртис — профессор политологии в Университете Стратклайд — заявил, что для шотландских выборов дата была «неудачной» и «вероятно, королевская семья окажется вовлечённой в политические дебаты».

## Планирование
Время везде указано в BST (UTC+1)
23 ноября 2010 года Кларенс-хаус объявил, что свадьба состоится 29 апреля 2011 года (в день святой Екатерины Сиенской) в Вестминстерском аббатстве.
Сент-Джеймсский дворец объявил 5 января, что церемония начнётся в 11:00 по местному времени и что невеста приедет в аббатство на машине, а не в конном экипаже (который был традиционным транспортом для королевских невест). Маршрут был запланирован вдоль Мэлл, через парад конной гвардии и до Уайтхолл в аббатство.

### Расходы

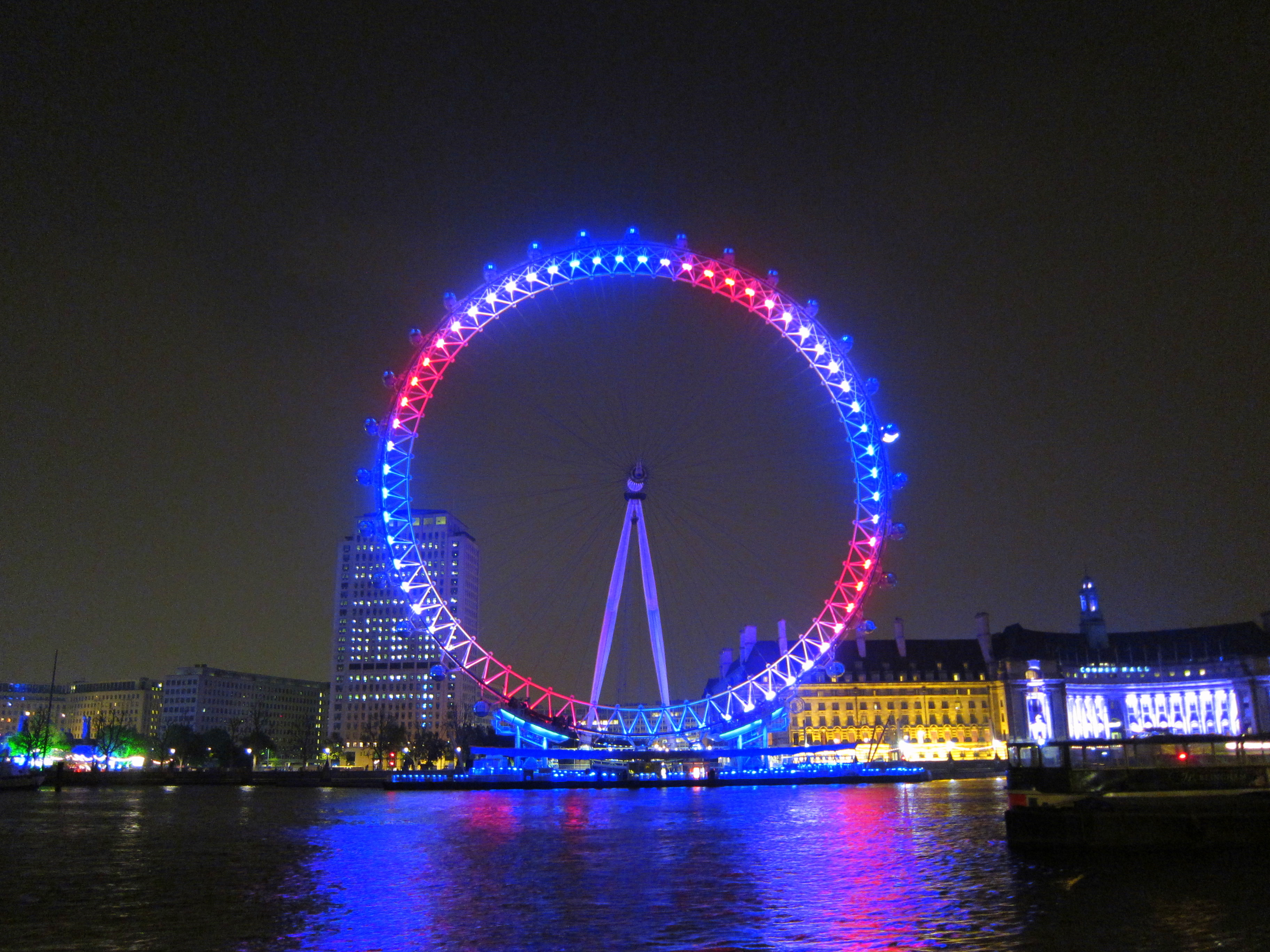
Вечером в день свадьбы «Лондонский глаз» был освещён цветами флага Великобритании

Было также объявлено, что расходы на саму свадьбу возьмёт на себя королевская семья и Миддлтоны, тогда как расходы на обеспечение безопасности и транспорт будут покрыты за счёт британской казны. Пара также просила делать пожертвования в благотворительные учреждения вместо традиционных свадебных подарков; с этой целью они создали Благотворительный фонд принца Уильяма и мисс Кэтрин Миддлтон.
Стоимость свадьбы, как сообщается, составила 20 миллионов фунтов стерлингов. По оценке австралийской газеты Herald Sun, 32 миллиона австралийских долларов было потрачено на безопасность и 800 тысяч — на цветы. Оценки стоимости для экономики дополнительных государственных праздников колеблются от 1,2 до 2,9 миллиарда фунтов стерлингов. Государственное туристическое агентство VisitBritain прогнозировало, что свадьба вызовет туристический бум, который будет продолжаться несколько лет и даст в итоге дополнительно 4 миллиона туристов и 2 миллиарда фунтов стерлингов туризму Великобритании.

### Список гостей
16 и 17 февраля три списка гостей были направлены на имя королевы. Поскольку свадьба не имела статуса мероприятия государственного масштаба, то многие гости (или их преемники), которые были приглашены на свадьбу принца Чарльза и леди Дианы Спенсер 29 июля 1981 года, не были приглашены на свадьбу Уильяма. Более чем половину гостей составляли семьи и друзья пары, хотя также присутствовали значительное число лидеров Содружества (в том числе генерал-губернаторы, которые представляют королеву во всех королевствах Содружества, кроме Великобритании, премьер-министры королевств Содружества и главы правительств других стран Содружества), члены религиозных организаций, дипломатического корпуса, несколько военных должностных лиц, члены британского королевского двора, члены зарубежных королевских семей, представители благотворительных учреждений Уильяма и прочие. Хотя Сент-Джеймсский дворец отказался публиковать имена приглашённых, разбивка гостей была опубликована по категориям — в списке ничего не говорится о главах иностранных государств, хотя и было объявлено, что около 40 членов иностранных королевских семей были приглашены.
Члены первого списка (примерно 1900 человек) приняли участие в церемонии в аббатстве. Члены второго списка (примерно 600 человек) были приглашены на приём в Букингемском дворце, организованный королевой. Члены последнего списка (около 300 человек) были приглашены на ужин, организованный принцем Уэльским.
19 апреля примас всей Ирландии кардинал Шон Брэди сообщил, что он будет присутствовать. Приглашение на мероприятие и его принятие были охарактеризованы как «беспрецедентные» представителем католических епископов Ирландии. Представитель отнёс приглашение к вкладу кардинала Брэди в мирный процесс в Северной Ирландии.

### Маршрут

Маршрут невесты и жениха на церемонию в Вестминстерском аббатстве и обратно

Маршрут невесты и жениха прошёл между Букингемским дворцом и Вестминстерским аббатством вдоль Мэлл, мимо Кларенс-хауса, вдоль Улицы конной гвардии, парада конной гвардии, через Арку конной гвардии, Уайтхолл, по южной стороне Парламентской площади.
После церемонии свадебная пара вернулась тем же маршрутом в экипаже на приём королевы в Букингемском дворце. Принц Уэльский организовал частный ужин вечером, не посещённый королевой.

### Расписание
В 06:00 дороги по процессии маршрута были закрыты для движения транспорта. После 08:15 основные гости, генерал-губернаторы, премьер-министры королевств Содружества и дипломаты, прибыли в аббатство. Принцы Уильям и Гарри покинули Кларенс-хаус в 10:10 в Bentley State Limousine и прибыли в 10:18, после чего прибыли представители зарубежных королевских семей, семья Миддлтон и, наконец, семья принца (принц Уэльский и герцогиня Корнуольская, королевская принцесса Анна и вице-адмирал Тимоти Лоуренс; герцог Йоркский, принцесса Беатриса и принцесса Евгения; граф и графиня Уэссекские). По традиции, королева и герцог Эдинбургский были последними членами королевской семьи, покинувшими Букингемский дворец, и прибыли в аббатство в 10:48. Сторона невесты покинула Goring Hotel в бывшем первом State Rolls-Royce Phantom VI в 10:52, вовремя для начала службы в 11:00. Службу закончили в 12:15, после чего молодожёны отправились в Букингемский дворец в процессии, состоящей из других членов королевской семьи, родителей жениха и невесты, шафера и подружек. В 13:25 пара вышла на балкон Букингемского дворца, чтобы посмотреть воздушный парад бомбардировщика Avro Lancaster, истребителя Supermarine Spitfire и истребителя Hawker Hurricane с двумя истребителями Typhoon и двумя истребителями-бомбардировщиками Tornado GR4.

## Церемония

### Место проведения

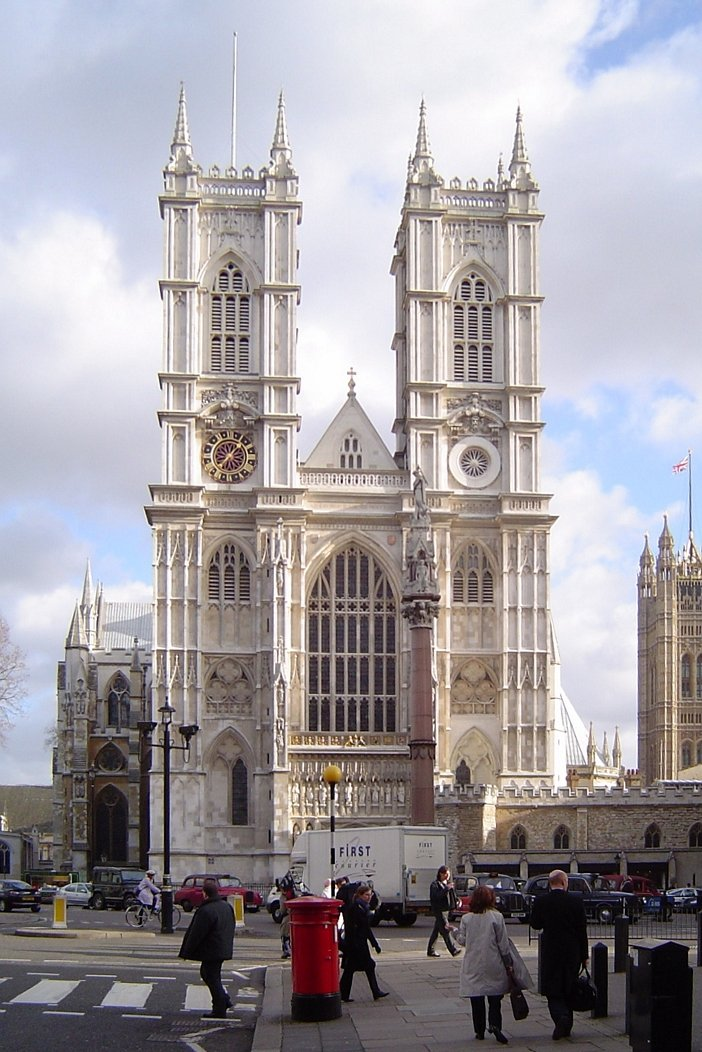
Вестминстерское аббатство было местом проведения коронаций и многих королевских свадеб

Вестминстерское аббатство, основанное в 960 году, имеет особый статус и известно как «королевская собственность». Хотя аббатство было традиционным местом для коронаций с 1066 года, оно только недавно стало церковью для королевских свадеб; до 1918 года большинство королевских свадеб проходили в королевских часовнях, таких как королевская часовня в Сент-Джеймсском дворце и часовня святого Георгия в Виндзорском замке. Аббатство вместимостью 2000 человек стало местом проведения последних королевских свадеб, в том числе свадеб Елизаветы II (тогда принцессы Елизаветы) и герцога Эдинбургского (в 1947 году), принцессы Маргарет и Энтони Армстронг-Джонса (в 1960 году), принцессы Анны и Марка Филлипса (в 1973 году) и герцога Йоркского и Сары Фергюсон (в 1986 году). В качестве декоративного дополнения в аббатстве для церемонии была создана аллея из шестиметровых деревьев, шести полевых клёнов и двух грабов, расположенных по обе стороны от основного прохода.

### Сторона невесты
Вопреки королевской традиции, у жениха был шафер (англ. best man) — его брат, принц Гарри — а не «сторонник» (англ. supporter), тогда как невеста выбрала свою сестру, Пиппу, главной подружкой (англ. maid of honour).
Также принимали участие ещё четыре подружки и два пажа:
- леди Луиза Виндзор — семилетняя дочь графа и графини Уэссекских;
- достопочтенная Маргарита Армстронг-Джонс — восьмилетняя дочь виконта и виконтессы Линли;
- Грейс ван Катсем — трёхлетняя дочь друга пары Хью ван Катсема;
- Элиза Лопес — трёхлетняя внучка герцогини Корнуольской;
- Уильям Лоутер-Пинкертон — десятилетний сын личного секретаря Уильяма майора Джейми Лоутера-Пинкертона;
- Том Петтифер — восьмилетний сын бывшей няни принцев Уильяма и Гарри Тигги Петтифер.

### Свадебные наряды

#### Невеста

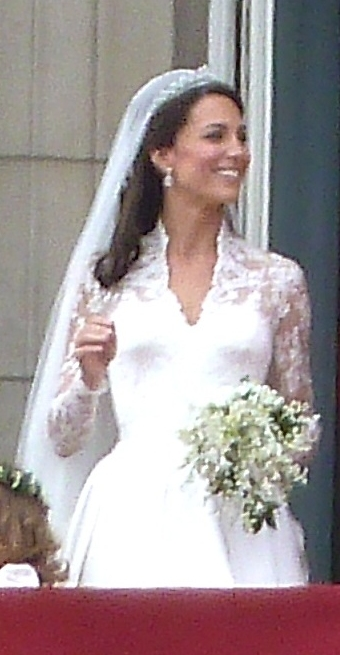
Герцогиня Кембриджская в свадебном платье

Свадебное платье от лондонского дизайнера Сары Бёртон из дома моды Alexander McQueen было сшито из атласа и состояло из кружевного лифа и юбки. Кружевной лиф ручной работы из шёлкового тюля цвета слоновой кости был создан с использованием техники, возникшей в Ирландии в 1820-е годы (узор на основе собирается из отдельных цветочных мотивов, вырезанных из кружева). Эти кружева были сделаны в Королевской школе рукоделия в Хэмптон-корте. Вуаль удерживалась тиарой от Cartier, изготовленной в 1936 году и одолженной невесте королевой. Она была приобретена отцом королевы, герцогом Йоркским (впоследствии ставшим королём Георгом VI) для его герцогини (позже королевы Елизаветы и королевы-матери) за три недели до наследования им трона от его брата Эдуарда VIII, герцога Виндзорского. Принцесса Елизавета (впоследствии королева) получила тиару от матери на 18-летие.
Для соблюдения свадебного обычая «что-то старое, что-то новое, что-то одолженное и что-то голубое» платье Миддлтон было с традиционными кружевами — «старое», бриллиантовые серьги от её родителей были «новым», тиара королевы — «одолженное», а голубая лента, зашитая в лиф, была соответственно «голубым». Обувь была также от Alexander McQueen и имела кружева, соответствующие платью, сделанные Королевской школой рукоделия.
Свадебный букет из мирта, ландышей, гвоздик и гиацинтов был создан Шейном Коннолли.
Следует отметить символизм наряда невесты. Использованные кружевные аппликации на лифе платья являются символами четырёх провинций Соединённого Королевства: английские розы, шотландский чертополох, уэльские нарциссы и ирландский клевер. Гвоздика, носящая также название Sweet William, выражает любовь Кэтрин к Уильяму.

#### Жених и шафер

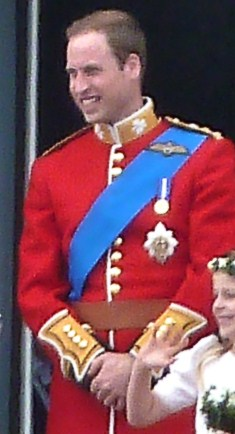
Принц Уильям в форме. Рядом с ним — его троюродная сестра Маргарет Армстронг-Джонс, подружка невесты

Принц Уильям был в красной форме ирландской гвардии с фуражкой вместо медвежьей шапки. Как служащий капитан авиации Королевских ВВС, у которого также есть соответственные звания лейтенанта Королевского флота и капитана армии, Уильям мог выбрать мундир любого из этих младших офицерских званий. Однако, поскольку 10 февраля 2011 года он был назначен полковником ирландской гвардии, он предпочёл надеть полную парадную форму этого полка. Как на рыцаре Ордена Подвязки, на нём была синяя лента Ордена, к которой были прикреплены его крылышки Королевских ВВС и Золотая юбилейная медаль. Форма была сшита и подогнана Kashket and Partners. У Уильяма не было сабли, поскольку он входил в церковь.
Принц Гарри надел тёмно-синюю форму капитана конной гвардии с фуражкой. На нём были аксельбанты, крест-пояс и золотой пояс со стропами для сабли, но без сабли. Также на нём были крылышки Армейского воздушного корпуса, Золотая юбилейная и Афганистанская медали.

### Свадебная служба
Декан Вестминстера Джон Холл провёл большую часть службы, с архиепископом Кентерберийским Роуэном Уильямсом, проведшим само венчание, и епископом Лондонским Ричардом Шартре, произнёсшим проповедь. Венчания действующих и будущих монархов Англии давно традиционно проводятся архиепископом Кентерберийским — самым старшим епископом Церкви Англии. Шартре является близким другом принца Уэльского и проводил конфирмацию принца Уильяма и Кейт Миддлтон.
Служба началась шествием королевы, принца Филиппа и духовенства. Вскоре после этого прибыла Кейт Миддлтон. Пока хор пел гимн сэра Хьюберта Пэрри, невеста прошла по нефу под руку отца навстречу принцу Уильяму. Служба продолжилась формальной службой и пением трёх известных псалмов, фанфарами, гимнами, органной и оркестровой музыкой.
В брачном обете пара дала обещание «любить, утешать, уважать и беречь» друг друга. После этого принц Уильям надел Кэтрин кольцо из валлийского золота. Сам Уильям решил не получать кольцо.
Брат невесты Джеймс Миддлтон прочёл стихи 1—2 и 9—18 главы 12 «Послания к Римлянам» из «Нового Завета», являющиеся призывом жить праведной и мирной жизнью.
Проповедь, произнесённая епископом Лондонским, началась с цитаты из Екатерины Сиенской, памятный день которой был в тот день. Епископ призвал пару жить самоотверженно, помнить потребности друг друга и стремиться изменять друг друга любовью. Он закончил проповедь молитвой, составленной самой парой:
Господь, мы благодарим тебя за наши семьи; за любовь, которую мы разделяем, и за радость нашего супружества.
За повседневными заботами не давай нам отвести взгляд от того, что истинно и важно в жизни, и помоги щедро делиться нашим временем, любовью и энергией. Теперь, в союзе, мы стали сильнее — помоги нам служить тем, кто страдает, и утешать их.
Мы просим об этом, помня о духе Иисуса Христа. Аминь.
Служба продолжилась молитвами и наставлениями декана и архиепископа. Хор пел новый хоровой гимн. После росписи Уильям и Кейт пошли к проходу, ненадолго остановившись перед королевой. За ними последовала процессия стороны невесты и их семей, к которым у двери присоединились ещё две девушки.

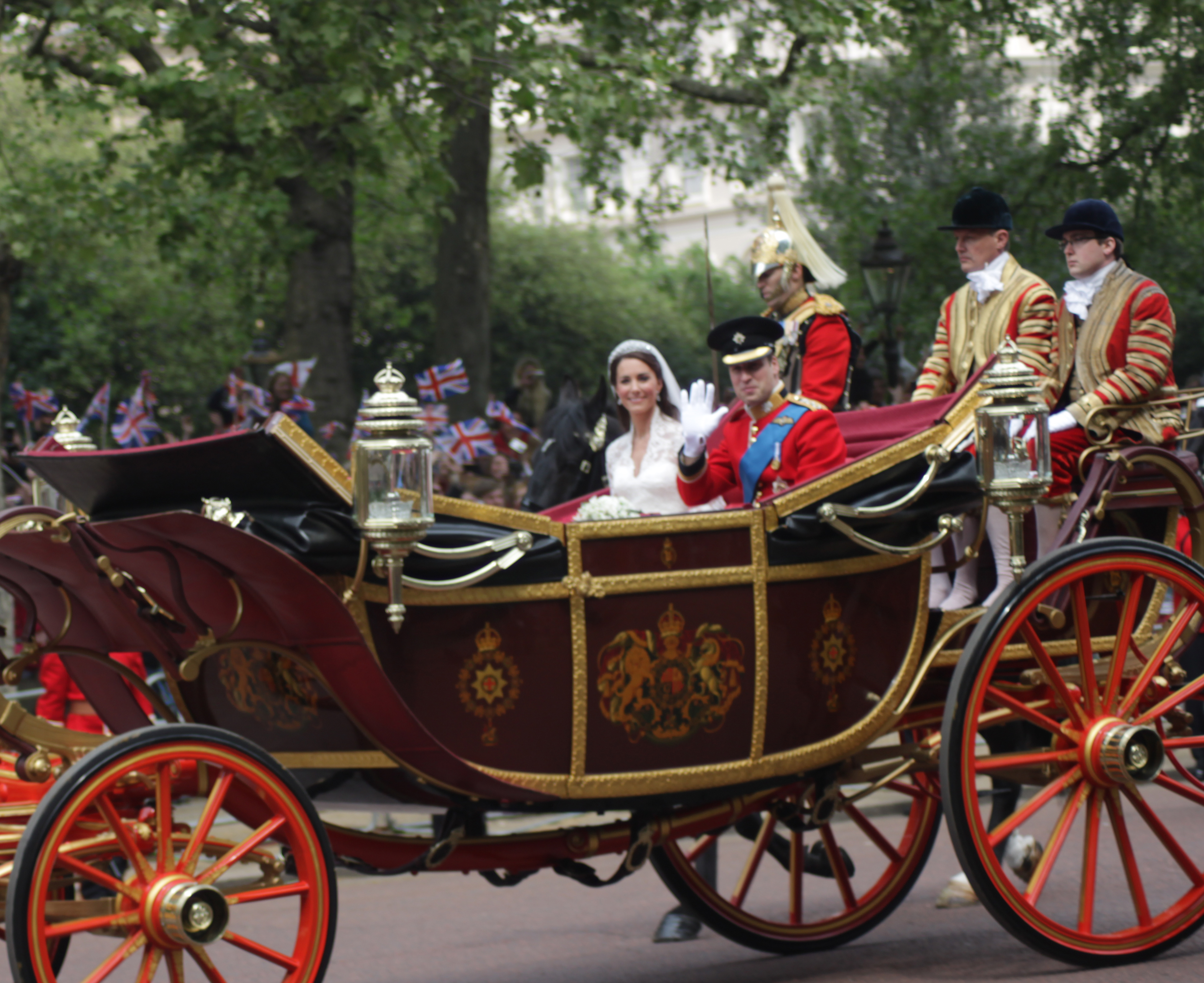
Пара вернулась из аббатства во дворец в ландо 1902 года

При выходе из Вестминстерского аббатства под звон колоколов они прошли через строй почётного караула из индивидуально отобранных мужчин и женщин из разных подразделений и были встречены криками толпы. Молодожёны сели в ландо 1902 года, запряжённое четвёркой белых коней с форейторами и сопутствующими лакеями и охраняемое эскортом лейб-гвардии. Аналогичный открытый экипаж доставил сторону невесты. Королева и другие члены королевской семьи последовали в каретах и автомобилях.

### Титулы после свадьбы
Утром в день свадьбы Уильям получил титулы герцога Кембриджского, графа Стратернского и барона Каррикфергюсского, а Кэтрин после свадьбы стала Её Королевским Высочеством герцогиней Кембриджской. Это соответствует практике предоставления титулов после бракосочетания королевским принцам, у которых их ещё нет (например, принц Эндрю стал герцогом Йоркским, когда он женился в 1986 году). Титулы также имеют символическое значение — Стратерн близок к Сент-Андрусу в Шотландии, где пара познакомилась, будучи студентами, а Каррикфергус находится в Северной Ирландии. В сочетании с имеющимся у него титулом, связанным с Уэльсом, и его новым титулом герцога Кембриджского, связанным с Англией, все титулы Уильяма связывают его с каждой из четырёх стран в Соединённом Королевстве.

## Семейные торжества

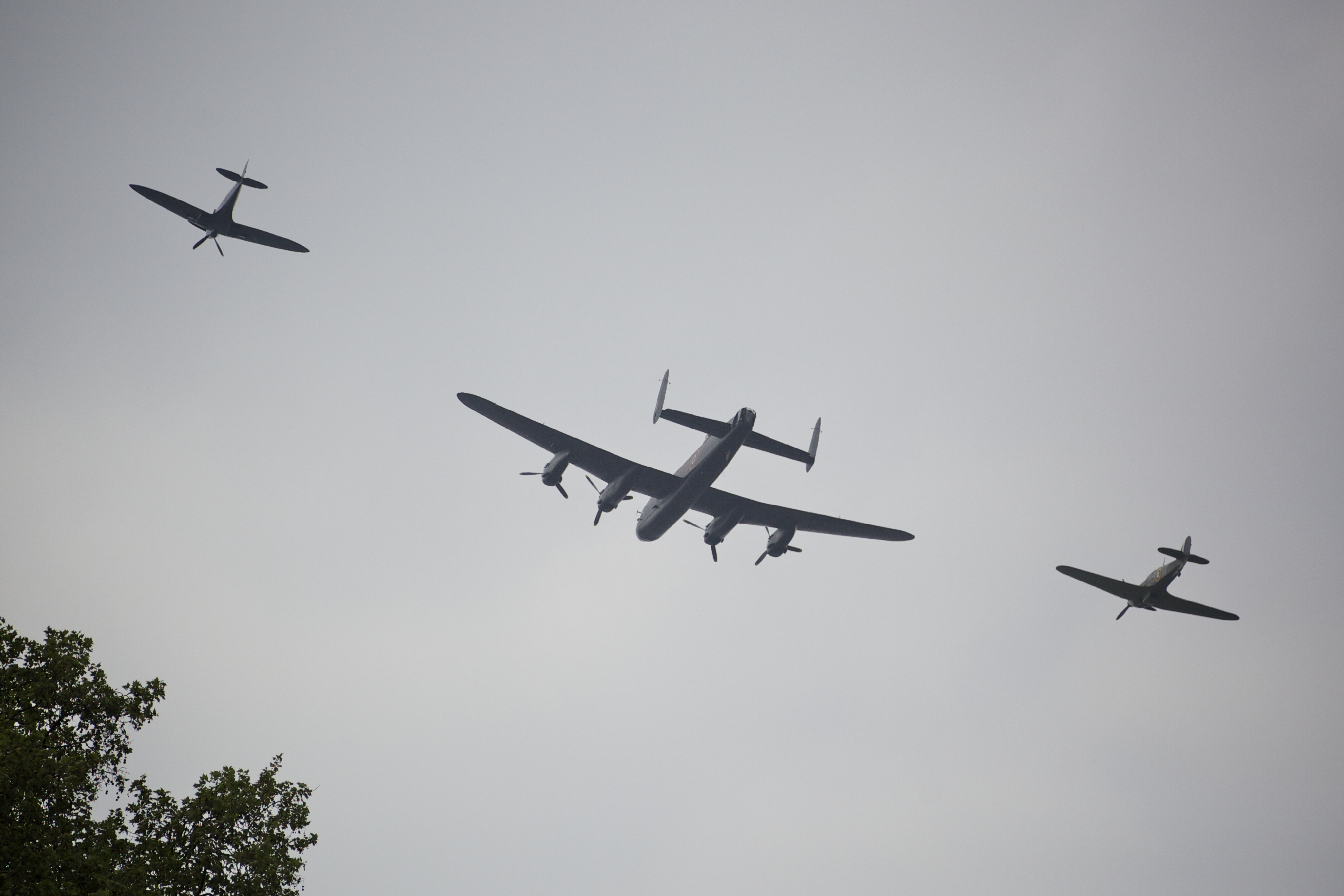
Воздушный парад. Бомбардировщик Avro Lancaster в центре и истребители Supermarine Spitfire и Hawker Hurricane по бокам

Королева провела приём в Букингемском дворце, начавшийся после прибытия экипажа с супружеской парой. Это был частный приём для гостей из официальной и частной жизни пары. Во время приёма пара с другими гостями вышла на балкон на восточном фасаде Букингемского дворца, на который королевская семья традиционно выходит для приветствия уличной толпы. На приёме подавали канапе. Выступала официальная арфистка принца Уэльского Клэр Джонс. Приём окончился в середине дня.
После приёма в 15:35 Уильям провёз свою невесту из дворца в Кларенс-хаус — свою официальную лондонскую резиденцию. Двухместный кабриолет Aston Martin DB6 Volante был оформлен в традиционном свадебном стиле шафером и его друзьями; на заднем номерном знаке было написано «JU5T WED» (можно перевести как «только что вступившие в брак»). Принц переоделся в конногвардейский сюртук тоже от Kashket, а его жена осталась в свадебном платье. Автомобиль был подарен принцу Чарльзу королевой к его 21-летию.

## Освещение в СМИ

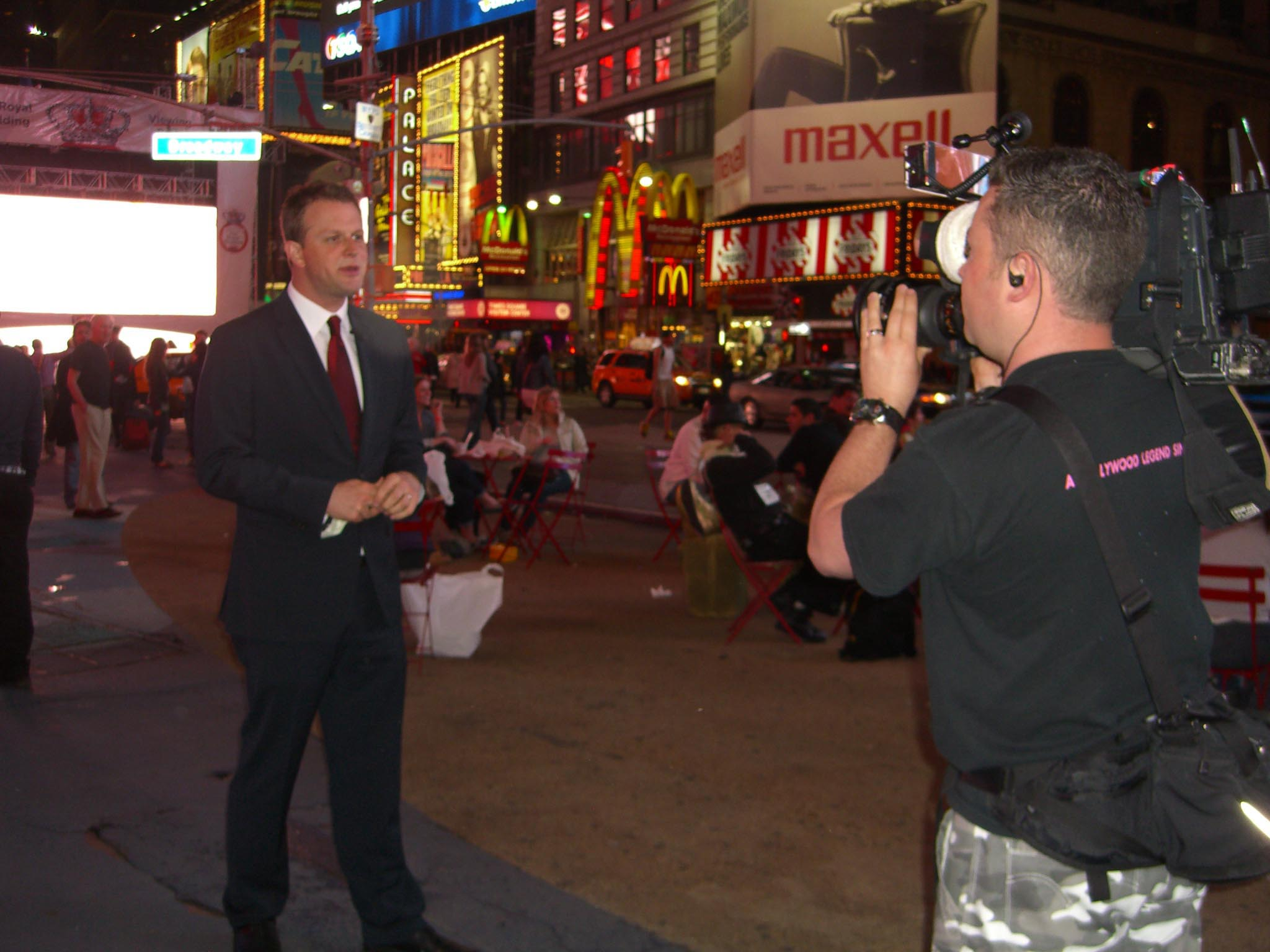
Журналист британского телеканала ITV Ник Диксон 28 апреля 2011 года вещает на Таймс-сквер об отношении к свадьбе в США

Свадьба широко транслировались по телевидению, в Интернете и по радио почти в 180 странах. ITV, «Би-би-си» и CNN освещали церемонию и связанные с ней события в прямом эфире общим пулом «Би-би-си», Sky и ITN, чтобы покрыть все издержки. В Северной Америке, которая отстаёт на пять — девять часов от британского времени, свадьба произошла во время утренних телепрограмм, которые увеличили свою обычную длительность для полного освещения. Today на NBC начало освещение в 4 часа утра по североамериканскому восточному времени и вместе с MSNBC сотрудничало с ITV. ABC сотрудничало с «Би-би-си», у CBS есть свои собственные филиалы в Лондоне, Fox и Fox News Channel сотрудничали с сетью Sky News. CBC и CTV освещали в прямом эфире. Кабельные сети и радио также освещали в прямом эфире.
В Мексике свадьбу показывали на Televisa и TV Azteca; все телевизионные станции в Мексике освещали церемонию до поздней ночи вместо обычного отключения. ABC также воспользовалось потоком «Би-би-си» в Австралии, вместе с платным телеканалом UKTV. Освещение также было на Seven Network, Nine Network и Network Ten. ABC планировало выпустить альтернативное озвучивание с Chaser, но «Би-би-си» запретило использование своей съёмки для таких целей по требованию из Кларенс-хауса. Королевская свадьба также транслировалась в прямом эфире онлайн на YouTube на The Royal Channel.
В России свадьбу транслировали «Первый канал», а затем в записи в полночь, государственный информационный телеканал «Россия-24», а также музыкально-развлекательный телеканал «MTV Россия», начавшие прямую трансляцию раньше «Первого канала». В Сербии свадьба вещалась по «Радио и телевидение Сербии» и B92 Info, так же как и по CCTV News и Phoenix Info News в Китае. В Португалии свадьба освещалась на RTP и TVI. Свадьба также широко освещалась разными кабельными и местными каналами в Индии и Пакистане. В Филиппинах свадьба транслировалась по ABS-CBN, GMA и TV5, все три сети отправили своих журналистов в Лондон.

## Критика
Основным аргументом критиков было то, что во время экономического спада и роста безработицы в Великобритании были потрачены миллионы фунтов стерлингов из налоговых средств для обеспечения безопасности свадьбы и церемонии. Эмма Бун, координатор кампаний в союзе налогоплательщиков TaxPayers' Alliance, выразила неудовольствие чрезмерными расходами на свадьбу и отметила: «Конечно, это должно быть праздником для всей страны, но и обычные налогоплательщики не должны остаться с королевским счётом». Грэм Смит, координатор кампаний в Republic, заявил, что свадьба — это личное дело пары, и что налогоплательщики не должны оплачивать какую-либо часть церемонии.

## Медовый месяц
Несмотря на сообщения, что пара уедет на медовый месяц на следующий день после свадьбы, принц Уильям сразу же вернулся к своей работе поисково-спасательного пилота, и пара никуда не уезжала в течение 10 дней после свадьбы. Место проведения медового месяца изначально держалось в секрете. В конечном итоге пара решила провести медовый месяц в течение 10 дней на уединённой вилле на частном острове на Сейшелах. Длина медового месяца была ограничена обязанностями Уильяма в Королевских ВВС и запланированным официальным туром пары в Канаду и США.